# Verband der Karnevalsvereine Aachener Grenzlandkreise
Der Verband der Karnevalsvereine Aachener Grenzlandkreise e.V, kurz VKAG, ist ein Zusammenschluss von rund 160 Karnevalsvereinen in der Städteregion Aachen, dem Kreis Heinsberg und Teilen des Kreises Düren (Altkreis Jülich). Umgangssprachlich wird auch die Abkürzung VKAG als Bezeichnung für den Verband genutzt.
Sitz des Verbandes ist in der Stadt Würselen.
Mit mehr als 160 Mitgliedsvereinen, -gesellschaften und -ausschüssen, in denen mehr als 30.000 Einzelmitglieder zusammengefasst sind, ist der VKAG der neuntgrößte Regionalverband im Bund Deutscher Karneval e.V. (BDK).

## Struktur
Das Präsidium setzt sich aus Vertretern des gesamten Verbandsgebietes zusammen, wobei jeder der drei Kreise mit einem Vizepräsidenten vertreten ist. Hierdurch wird die Nähe des Präsidiums zu den einzelnen Mitgliedsvereinen gewährleistet.
Der VKAG gliedert sich wie folgt:
- Geschäftsführendes Präsidium (elf Mitglieder)
- Beirat zum Präsidium (15 Mitglieder aus den Regionen unseres Verbandes)
- Jahreshauptversammlung (jährlich; alle drei Jahre Wahlen zum Gesamtvorstand)
- Geschäftsführendes Präsidium und Beirat bilden den Gesamtvorstand

Der jetzige Präsident der VKAG e. V. ist Hans-Josef Bülles.
Der VKAG pflegt den Karneval auf einer traditionell gebundenen Grundlage. Der Regionalverband ist die Vertretung des BDK auf dem Gebiet des Verbandsbereiches. Dabei berät und hilft er den Karnevalsvereinen, hält Kontakte zur Politik und zur Öffentlichkeit. Er legt besonderen Wert auf die Förderung bei der Durchführung von Turnieren, für Karnevalsdarbietungen und unterhält ein umfangreiches Archiv und Museum, das KADAG, zur Dokumentation der karnevalistischen Tradition im Verbandsgebiet. Das Haus des Grenzlandkarnevals (KADAG) wird durch das Mitglied des VKAG-Präsidiums Bernd Simons geleitet.

## Historie
Nach der Wiederbegründung des BDK im Jahr 1953 wurden die angeschlossenen Vereine der Region dem Ausschuss Aachener Karneval e. V. zugeordnet. Da sich die Vereine, welche nicht direkt in Aachen angesiedelt waren, nicht ausreichend vertreten fühlten, wurde am 30. Juni 1956 in der Stadt Alsdorf durch 33 anwesende Vereine der „Verband der Karnevalsvereine im Regierungsbezirk Aachen“ gegründet, der auch kurz danach vom Präsidium des BDK als Regionalverband anerkannt wurde. Auf Drängen des „Ausschusses Aachener Karneval e. V.“ und auf „Bitten“ des damaligen BDK-Präsidenten Thomas Liessem erhielt der Verband im Jahre 1957 seinen heutigen Namen.